# Soamachaerota appendiculata
Soamachaerota appendiculata är en insektsart som först beskrevs av Hermann Hacker 1926.  Soamachaerota appendiculata ingår i släktet Soamachaerota och familjen Machaerotidae. Inga underarter finns listade i Catalogue of Life.